# Euclides (cràter)

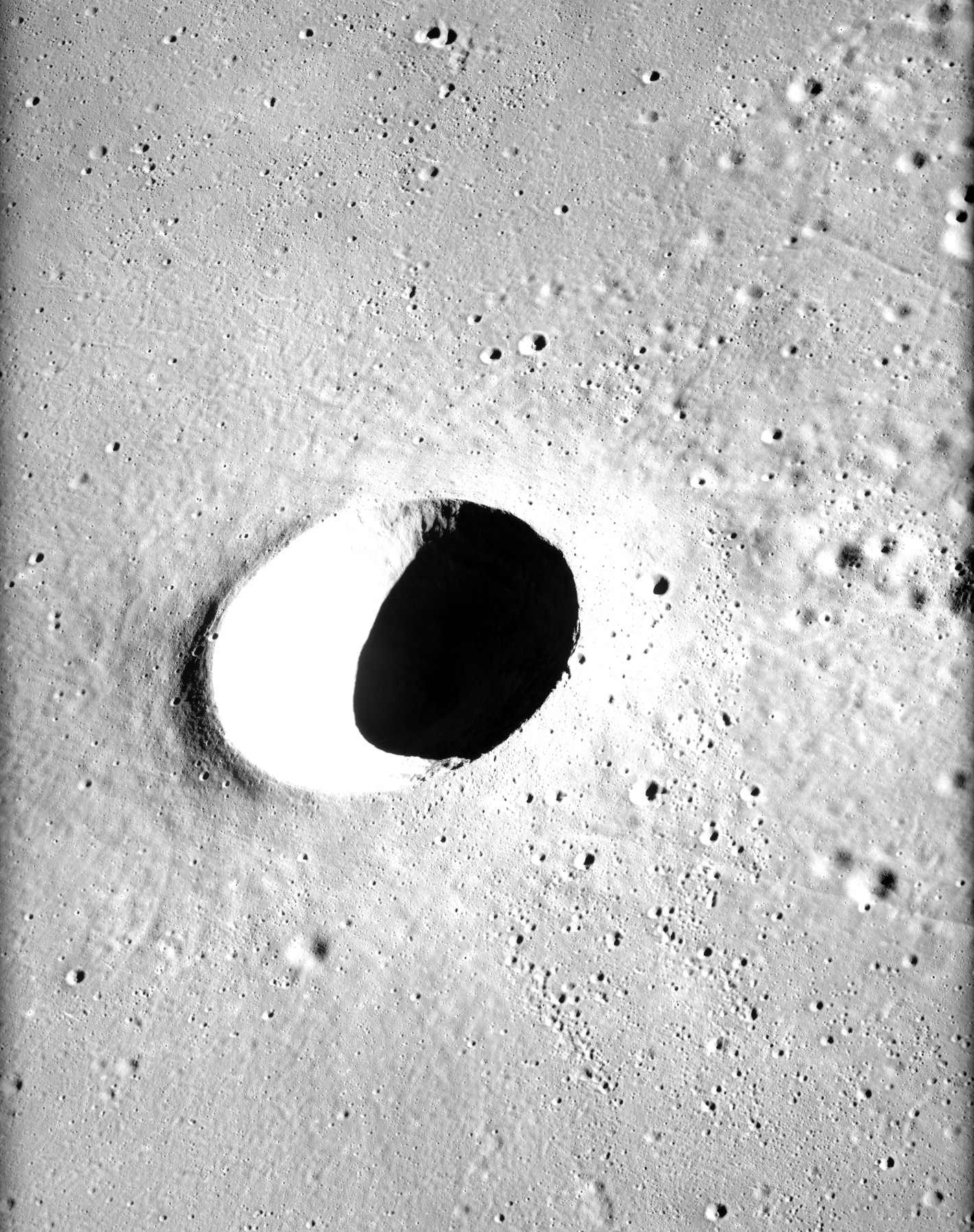
Fotografia de la missió Apol·lo 16

Euclides és un petit cràter d'impacte lunar situat prop de la vora oriental de l'Oceanus Procellarum, a uns 30 km a l'oest dels Montes Riphaeus. La mar lunar de la rodalia no té cràters importants, tot i que cap a l'oest apareix una àrea lleugerament ondada. El cràter rep el nom d'Euclides, el famós matemàtic de la Grècia antiga.
|  |

És una formació en forma de cossiol amb una vora circular, envoltada de vetes de material ejectat que tenen una albedo més alta que la de les mars properes. Aquesta faldilla nebulosa de material de tons clars fa que aquest element aparega molt destacat amb el sol alt sobre l'horitzó lunar, i és un dels llocs més brillants de la Lluna.

## Euclides D

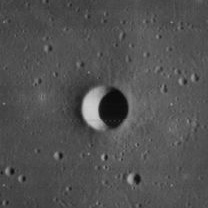
Euclides D. Fotografia de la missió Lunar Orbiter 4 (1967)

Euclides D és un petit cràter d'impacte situat al Mare Cognitum. Té un diàmetre de 6 km i una profunditat de 1,3 km. És al sud-est del cràter principal Euclides, més enllà dels Montes Riphaeus.
El 1976, la UAI canvià el nom inicialment del cràter Euclides D a Eppinger, en honor d'Hans Eppinger, professor d'anatomia patològica de Graz. Al 2002, però, després que Eppinger s'associara als camps d'extermini nazis, al Grup de Treball per a la Nomenclatura del Sistema Planetari de la UAI, el nom es tornà a canviar a Euclides D.

## Cràters satèl·lits
Per convenció aquests elements s'identifiquen en els mapes lunars posant la lletra a la banda del punt mitjà del cràter que és més a prop d'Euclides.
|          | \| Euclides \| Coordenades \| Diàmetre \| \| -------- \| ------------------------------------ \| -------- \| \| C \| 13° 12′ S, 30° 00′ O / 13.2°S,30.0°O \| 10 km \| \| D \| 9° 24′ S, 25° 42′ O / 9.4°S,25.7°O \| 6 km \| \| \| 6° 18′ S, 25° 06′ O / 6.3°S,25.1°O \| 4 km \| \| F \| 6° 18′ S, 33° 42′ O / 6.3°S,33.7°O \| 5 km \| \| J \| 6° 24′ S, 28° 30′ O / 6.4°S,28.5°O \| 4 km \| \| K \| 4° 12′ S, 24° 42′ O / 4.2°S,24.7°O \| 6 km \| \| M \| 10° 24′ S, 28° 12′ O / 10.4°S,28.2°O \| 6 km \| \| \| 4° 30′ S, 27° 36′ O / 4.5°S,27.6°O \| 66 km \| |          |
| Euclides | Coordenades | Diàmetre |
| C        | 13° 12′ S, 30° 00′ O / 13.2°S,30.0°O | 10 km    |
| D        | 9° 24′ S, 25° 42′ O / 9.4°S,25.7°O | 6 km     |
|          | 6° 18′ S, 25° 06′ O / 6.3°S,25.1°O | 4 km     |
| F        | 6° 18′ S, 33° 42′ O / 6.3°S,33.7°O | 5 km     |
| J        | 6° 24′ S, 28° 30′ O / 6.4°S,28.5°O | 4 km     |
| K        | 4° 12′ S, 24° 42′ O / 4.2°S,24.7°O | 6 km     |
| M        | 10° 24′ S, 28° 12′ O / 10.4°S,28.2°O | 6 km     |
|          | 4° 30′ S, 27° 36′ O / 4.5°S,27.6°O | 66 km    |

Aquest cràter ha estat reanomenat per la UAI:
- Euclides B: Vegeu Norman.